# Джаччано-кон-Барукелла
Джаччано-кон-Барукелла (італ. Giacciano con Baruchella, вен. Giaciano con Barucheła) — муніципалітет в Італії, у регіоні Венето, провінція Ровіго.
Джаччано-кон-Барукелла розташоване на відстані близько 370 км на північ від Рима, 85 км на південний захід від Венеції, 27 км на захід від Ровіго.
Населення — 2171 особа (2014).

## Демографія
Населення за роками:

Станом на 1 січня 2023 року в муніципалітеті офіційно проживало 220 іноземців з 21 країни, серед них 51 громадянин країн Євросоюзу та 4 громадяни України.

## Сусідні муніципалітети
- Бадія-Полезіне
- Кастаньяро
- Кастельново-Баріано
- Ченезеллі
- Тречента
- Вілла-Бартоломеа